# Olmedo de Camaces
Olmedo de Camaces ist eine westspanische Gemeinde (municipio) in der Provinz Salamanca in der Autonomen Gemeinschaft Kastilien-León. 2024 hatte die Gemeinde 94 Einwohner. Zur Gemeinde gehören neben dem Hauptort Olmedo die Wüstungen Arévalo, Fuenlabrada, Hermandinos und Tunja.

## Lage
Olmedo de Camaces liegt etwa 96 Kilometer westnordwestlich von Salamanca in einer Höhe von ca. 715 m nahe der portugiesischen Grenze.
Das Klima ist mäßig. Es fällt Regen in einer mittleren Menge (ca. 600 mm/Jahr).

## Bevölkerungsentwicklung
| Jahr      | 1900 | 1950 | 1960 | 1970 | 1981 | 1991 | 2001 | 2011 | 2021 |
| Einwohner | 724  | 712  | 588  | 351  | 231  | 217  | 168  | 134  | 103  |

## Sehenswürdigkeiten
- Kirche Mariä Himmelfahrt (Iglesia de Nuestra Señora de la Asunción)

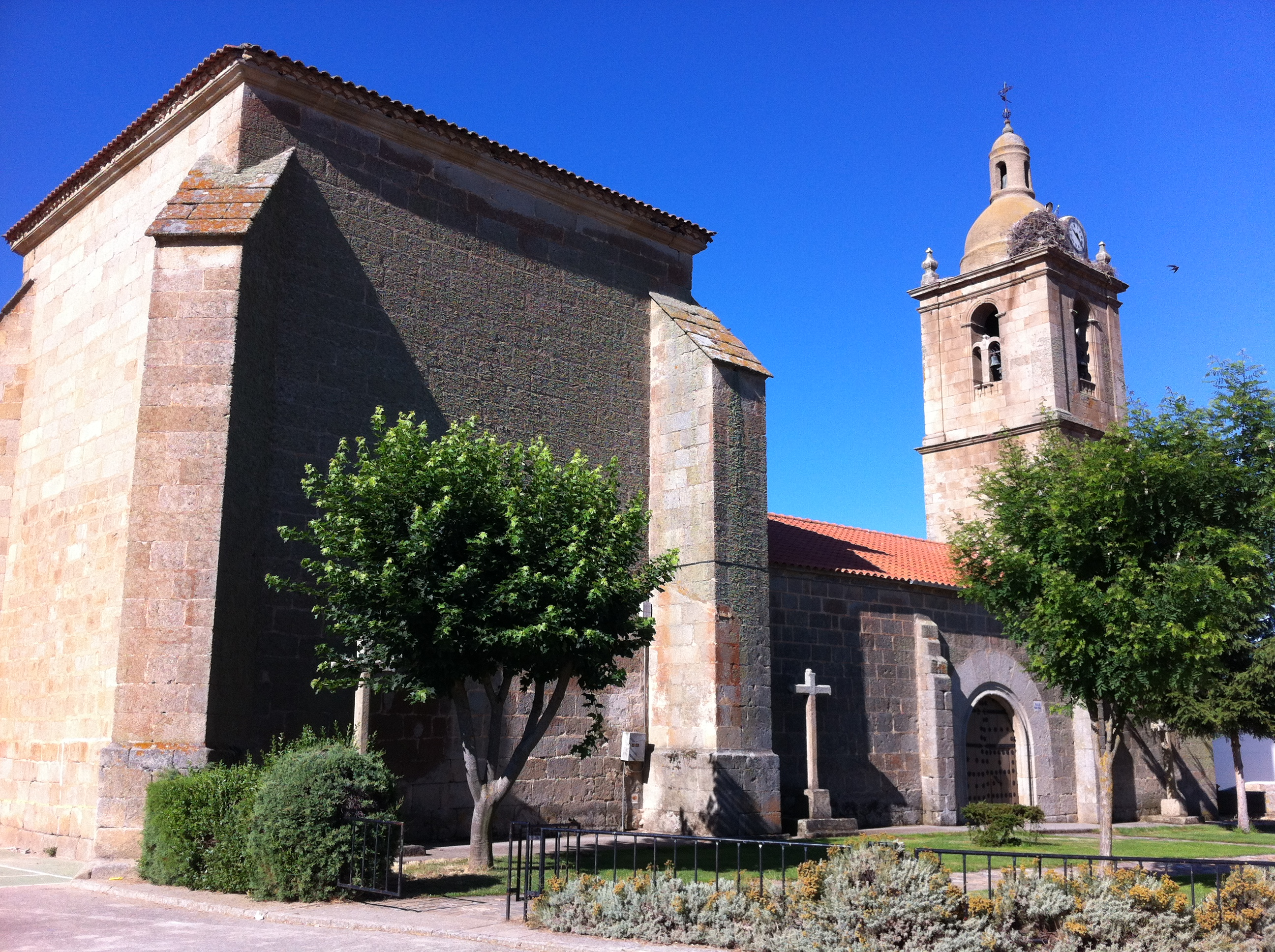
Kirche Mariä Himmelfahrt